# Gustavsburg

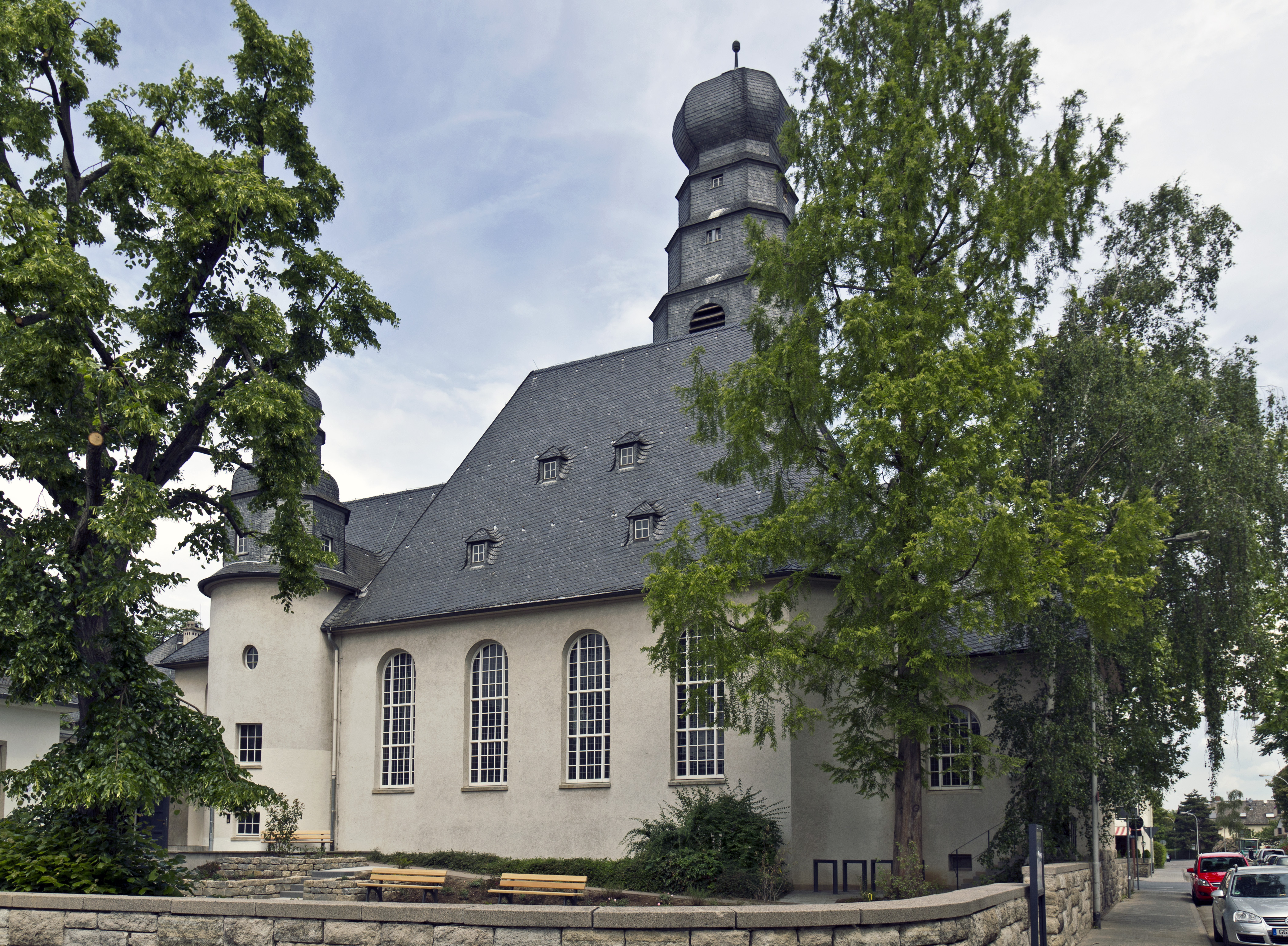
Den evangeliska kyrkan i Gustavsburg.

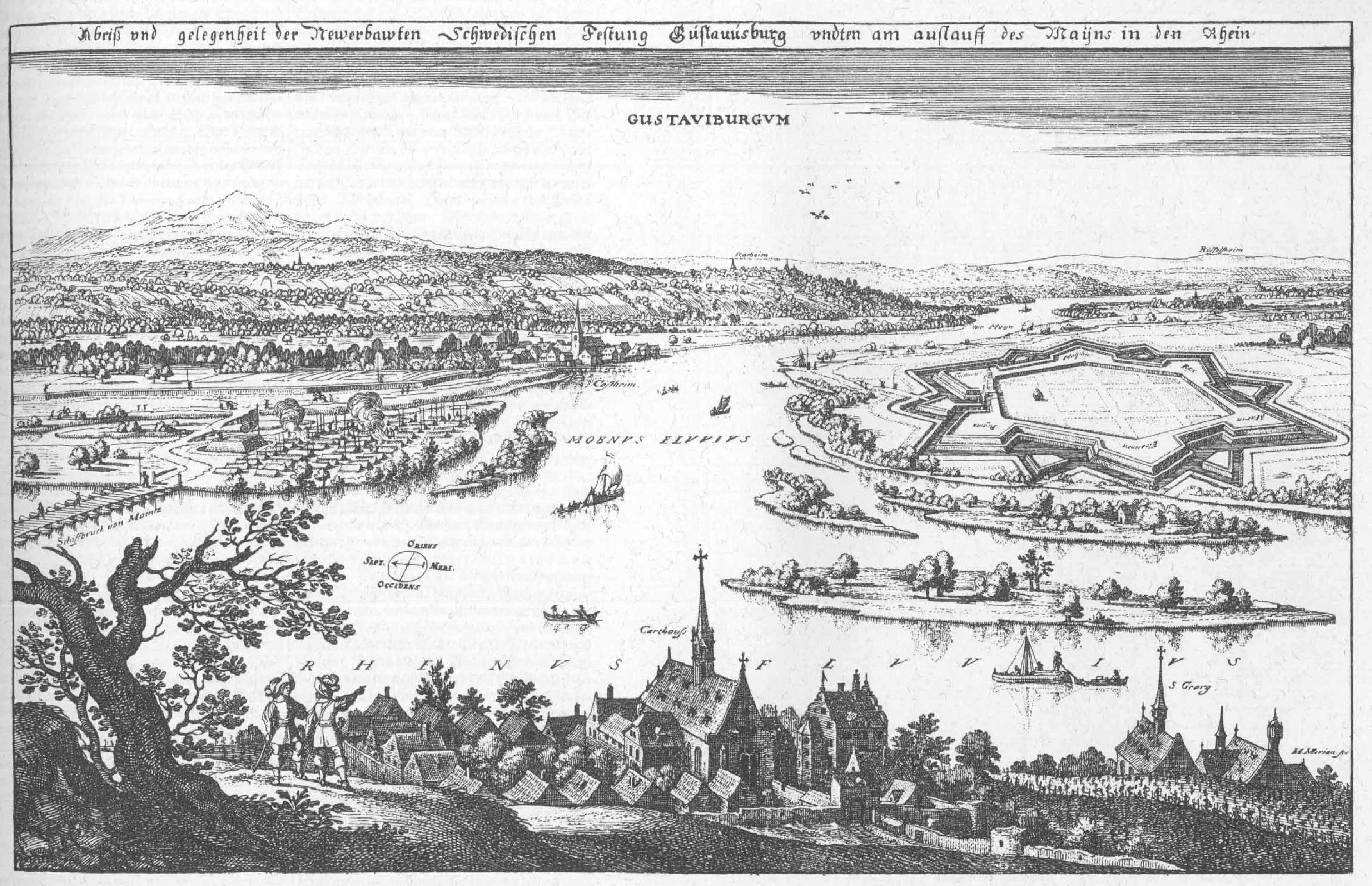
Gustaviburgvm, Matthäus Merian den äldre, Topographia Hassiae et Regionum Vicinarum (Hessen), 1655.

Gustavsburg var en fästning, som Gustav II Adolf efter sin ankomst till Mainz lät uppföra på den strategiskt viktiga udde, som ligger strax söder om Mains utflöde i Rhen. 
Gustavsburg byggdes 1632–33 av Mathias Staudt efter ritning av Olof Örnehufvud och under närmaste ledning av ingenjören Paulus Morsheusser. Fästningen fick formen av ett sexhörnigt bastionsfäste, som kunde inrymma en stad på 600 hus, och kostade 156 311 riksdaler. 
Gustavsburg, som var uppfört enligt det nederländska systemet, ansågs som ett mönster för den tidens fästningsbyggnadskonst och kallades av protestanterna "Pfaffentraab" eller "Pfaffenzwang" ("prästpinan"). Fästningen skadades emellertid snart av högvatten och förföll hastigt; 1649 var husen nedbrunna och verken övervuxna. 
Staden Ginsheim-Gustavsburg i den nordvästra delen av Landkreis Gross-Gerau bevarar namnet.